# فابيو لوسيانو
فابيو لوسيانو (بالبرتغالية: Fábio Luciano) (29 أبريل 1975 في البرازيل - ) هو لاعب كرة قدم برازيلي في مركز الدفاع. شارك مع منتخب البرازيل لكرة القدم. أما مع النوادي، فقد لعب مع نادي إنترناسيونال ونادي بونتي بريتا ونادي فلامنغو ونادي فنربخشة ونادي كورينثيانز ونادي كولن.

## وصلات خارجية
- فابيو لوتشيانو على موقع الاتحاد الدولي (مؤرشف)  (الإنجليزية)
- فابيو لوتشيانو على موقع اتحاد تركيا (لاعب) (الإنجليزية)
- فابيو لوتشيانو على موقع قاعدة بيانات كرة القدم.إي يو (الإنجليزية)
- فابيو لوتشيانو على موقع ناشيونال فوتبول تيمز (الإنجليزية)
- فابيو لوتشيانو على موقع Soccerway.com (الإنجليزية)
- فابيو لوتشيانو على موقع عالم كرة القدم.نت (الإنجليزية)